# Phoenicoparrus
Phoenicoparrus je rod ptica iz porodice plamenaca. Sastoji se od dvije vrste koje su srodne, andskog plamenca i punskog plamenca. Ove dvije vrste dodane su Washingtonskom sporazumu o zaštiti vrsta.

## Galerija
- Nekoliko punskih plamenaca
- Punski plamenac izbliza
- Dva andska plamenca

## Vanjske poveznice
|  | Zajednički poslužitelj ima još gradiva o temi Phoenicoparrus |
|  | Wikivrste imaju podatke o taksonu Phoenicoparrus             |